# Per Sundberg
Per Lennart Harald Sundberg (ur. 8 maja 1949 w Malmö, zm. 3 maja 2015 w Höllviken) – szwedzki szermierz, brązowy medalista mistrzostw świata.
Podczas mistrzostw świata w Wiedniu w 1971 roku Szwedzi w składzie: Per Sundberg, Rolf Edling, Carl von Essen, Hans Jacobson i Orvar Jönsson wywalczyli brązowy medal w turnieju drużynowym. Był to jedyny medal Sundberga zdobyty w zawodach tego cyklu.
Wystartował na igrzyskach olimpijskich w Monachium w 1972 roku, gdzie we florecie indywidualnym odpadł w pierwszej rundzie, a w szpadzie drużynowej zajął siódme miejsce. 